# П'єро Кодіа
П'єро Кодіа (італ. Piero Codia, 22 жовтня 1989) — італійський плавець.
Учасник Олімпійських Ігор 2016 року.
Чемпіон Європи з водних видів спорту 2018 року, призер 2016, 2020 років.
Чемпіон Європи з плавання на короткій воді 2013 року, призер 2017 року.